# شرم يكا (فلم)
شرم يكا  (بالإنجليزية: Beyroutou el lika) هو فيلم دراما تم إنتاجه في لبنان وصدر في سنة 1981.

## وصلات خارجية
- شرم يكا على موقع IMDb (الإنجليزية)
- شرم يكا على موقع ألو سيني (الفرنسية)
- شرم يكا على موقع فيلمافينيتي (الإسبانية)
- شرم يكا على موقع قاعدة بيانات الفيلم (الإنجليزية)
- شرم يكا على موقع ليتربوكسد (الإنجليزية)
- شرم يكا على موقع كينوبويسك (الروسية)